# نان مارتن
نان مارتن (بالإنجليزية: Nan Martin)‏ هي ممثلة أمريكية، ولدت في 15 يوليو 1927 في الولايات المتحدة، وتوفيت بنفس المكان في 4 مارس 2010 بسبب نفاخ رئوي. بدأت مشوارها المهني سنة 1950.

## أعمال

### أفلام
- (2001) هال السطحي[6]

### مسلسلات
- ذا درو كاري شو

## ترشيحات
- جائزة توني لأفضل ممثلة بارزة في مسرحية [الإنجليزية]‏ (1959)

## وصلات خارجية
- نان مارتن على موقع IMDb (الإنجليزية)
- نان مارتن على موقع ألو سيني (الفرنسية)
- نان مارتن على موقع أول موفي (الإنجليزية)
- نان مارتن على موقع قاعدة بيانات برودواي على الإنترنت (الإنجليزية)
- نان مارتن على موقع قاعدة بيانات الأفلام السويدية (السويدية)
- نان مارتن على موقع إن إن دي بي (الإنجليزية)
- نان مارتن على موقع قاعدة بيانات الفيلم (الإنجليزية)
- نان مارتن على موقع كينوبويسك (الروسية)
- نان مارتن على موقع كينوبويسك (الروسية)